# Неркін-Геташен
Неркі́н-Геташе́н (вірм. Ներքին Գետաշեն) — село в марзі Гегаркунік, Вірменія. Одне з найбільших сіл у Вірменії, розташоване за 3 км на захід від міста Мартуні, за 2 км на північний схід від села Верін-Геташен та за 4 км на південний схід від села Лічк. Є рибальським поселенням на півдні озера Севан, яке у середньовіччя було столицею регіону.
У Неркін-Геташе́ні розташована церква і монастир Котаванк 9 століття з видом на село та річку Аргічі з великим кладовищем поруч. Поблизу розташовані написи тюркських рун. Також збереглася зруйнована базиліка, яка місцевими називається «Жам». Існує також дві великі середньовічні фортеці, що розташовані за 2 км на схід та за 3 км на захід від села.